# 浪水镇
浪水乡，是中华人民共和国广西壮族自治区玉林市容县下辖的一个乡镇级行政单位。

## 行政区划
浪水乡下辖以下地区：
浪水村、浪北村、泗利村、扶昨村、泗河村、白饭村、长寿村和扶冲村。